# PH-indikator
En pH-indikator er et kemikalie, der tilsat en væske, skifter farve og gør det muligt at bestemme pH i væsken. De mest benyttede indikatorer er fenolftalein, methylorange, bromthymolblåt (ofte blot refereret til som BTB).
Indikatoren kan f.eks. påføres papir, så papiret kan bruges til måling af pH i stoffer, det kommer i kontakt med. Sammen med pH-papir anvendes en skala, hvor det angives, hvilken pH der svarer til de forskellige farver, som papiret kan antage. Når pH-papiret kommer i kontakt med den væske eller andet, man ønsker at måle pH for, reagerer indikatorstofferne på pH-papiret og antager en farve, der kan bruges til at bestemme, hvor sur eller basisk opløsningen eller stoffet er.

## Kemi
En indikator er selv enten en meget svag syre eller base. Når indikatoren så tilsættes en væske, bliver indikatorens hydrogenioner (hvis det er en svag syre) eller hydroxidioner (hvis det er en svag base) bundet og dette udløser en farveændring.

## Forskellige indikatorer
| Indikator                           | Lav pH                        | Omslagspunkt | Høj pH    |
| ----------------------------------- | ----------------------------- | ------------ | --------- |
| Gentianviolet (methylviolet)        | gul                           | 0,0–2,0      | blåviolet |
| Leucomalakitgrønt (første overgang) | gul                           | 0,0–2,0      | grøn      |
| Leucomalakitgrønt (anden overgang)  | grøn                          | 11,6–14      | farveløs  |
| Thymolblåt (første overgang)        | rød                           | 1,2–2,8      | gul       |
| Thymolblåt (anden overgang)         | gul                           | 8,0–9,6      | blå       |
| Methylgult                          | rød                           | 2,9–4,0      | gul       |
| Bromphenolblåt                      | gul                           | 3,0–4,6      | lilla     |
| Congorødt                           | blåviolet                     | 3,0–5,0      | rød       |
| Methylorange                        | rød                           | 3,1–4,4      | orange    |
| Bromcresolgrønt                     | gul                           | 3,8–5,4      | blågrøn   |
| Methylrødt                          | rød                           | 4,4–6,2      | gul       |
| Methylrødt / bromcresolgrønt        | rød                           | 4,5–5,2      | grøn      |
| Azolitmin                           | rød                           | 4,5–8,3      | blå       |
| Bromcresolpurpur                    | gul                           | 5,2–6,8      | lilla     |
| Bromthymolblåt                      | gul                           | 6,0–7,6      | blå       |
| Phenolrødt                          | gul                           | 6,8–8,4      | lilla     |
| Neutralrødt                         | rød                           | 6,8–8,0      | gul       |
| Naphtholphthalein                   | farveløs (eller svagt rødlig) | 7,3–8,7      | blågrøn   |
| Cresolrødt                          | gul                           | 7,2–8,8      | rødlilla  |
| Phenolphthalein                     | farveløs                      | 8,2–10,0     | fuchsia   |
| Thymolphthalein                     | farveløs                      | 9,3–10,5     | blå       |